# Euthalia satrapes
Euthalia satrapes är en fjärilsart som beskrevs av Felder 1861. Euthalia satrapes ingår i släktet Euthalia och familjen praktfjärilar. Inga underarter finns listade i Catalogue of Life.